# 정진구 (축구 선수)
정진구(1998년 3월 10일 ~ )는 대한민국의 축구 선수로, 포지션은 센터백이다.

## 클럽 경력
정진구는 전남 드래곤즈 산하 유소년 팀인 광양제철고등학교 축구부 출신으로, 이후 명지대학교 축구부에 입단하였다. 2019년 춘계 대학축구연맹전에서 명지대의 우승을 이끄는 데 기여하기도 하였다.
2020시즌을 앞두고 FC 안양과 프로 계약을 체결하였다.
2021시즌을 앞두고 K4리그의 평창 유나이티드 FC로 이적했다.